# يوم القوات المسلحة لجمهورية أذربيجان
26 يونيو - يوم القوات المسلحة لجمهورية أذربيجان.عطلة رسمية لأذربيجان.أقامت جمهورية أذربيجان الديمقراطية، التي تأسست في 28 مايو 1918 ، عملاً رائعاً في البلاد على الرغم من حقيقة أنها عاشت لمدة 23 شهراً فقط.واحد من هذه الأعمال هو التدابير المتخذة في مجال بناء الجيش.في 26 يونيو 1918 ، بقرار من حكومة جمهورية أذربيجان الديمقراطية، أول وحدة عسكرية - تم تشكيل جثة.أعطى هذا القرار الأساس القانوني لإنشاء أول حكومة ديمقراطية في العالم الإسلامي في الشرق.بعد ذلك، أصدرت الحكومة مرسوما بشأن الخدمة العسكرية في البلاد.في غضون فترة قصيرة من الزمن، حققت أذربيجان نتائج كبيرة في بناء الجيش الوطني.وفقا لمرسوم رئيس أذربيجان المؤرخ 22 مايو 1998 ، 26 يونيو أعلن يوم القوات المسلحة.في 26 يونيو 2018 ، الذكرى المئوية للجيش الوطني لجمهورية أذربيجان.

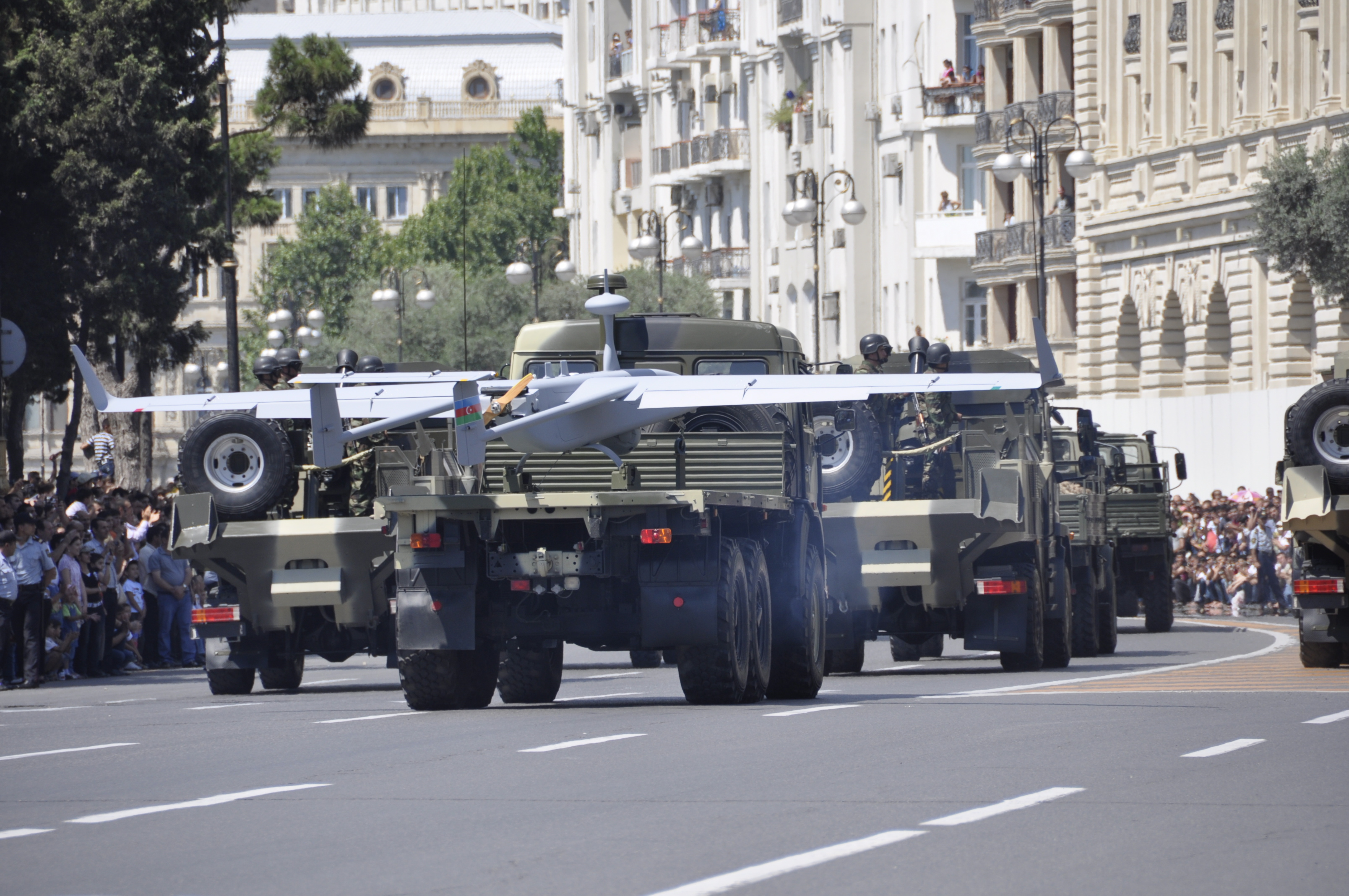
موكب عسكري في باكو

## معلومات عامة

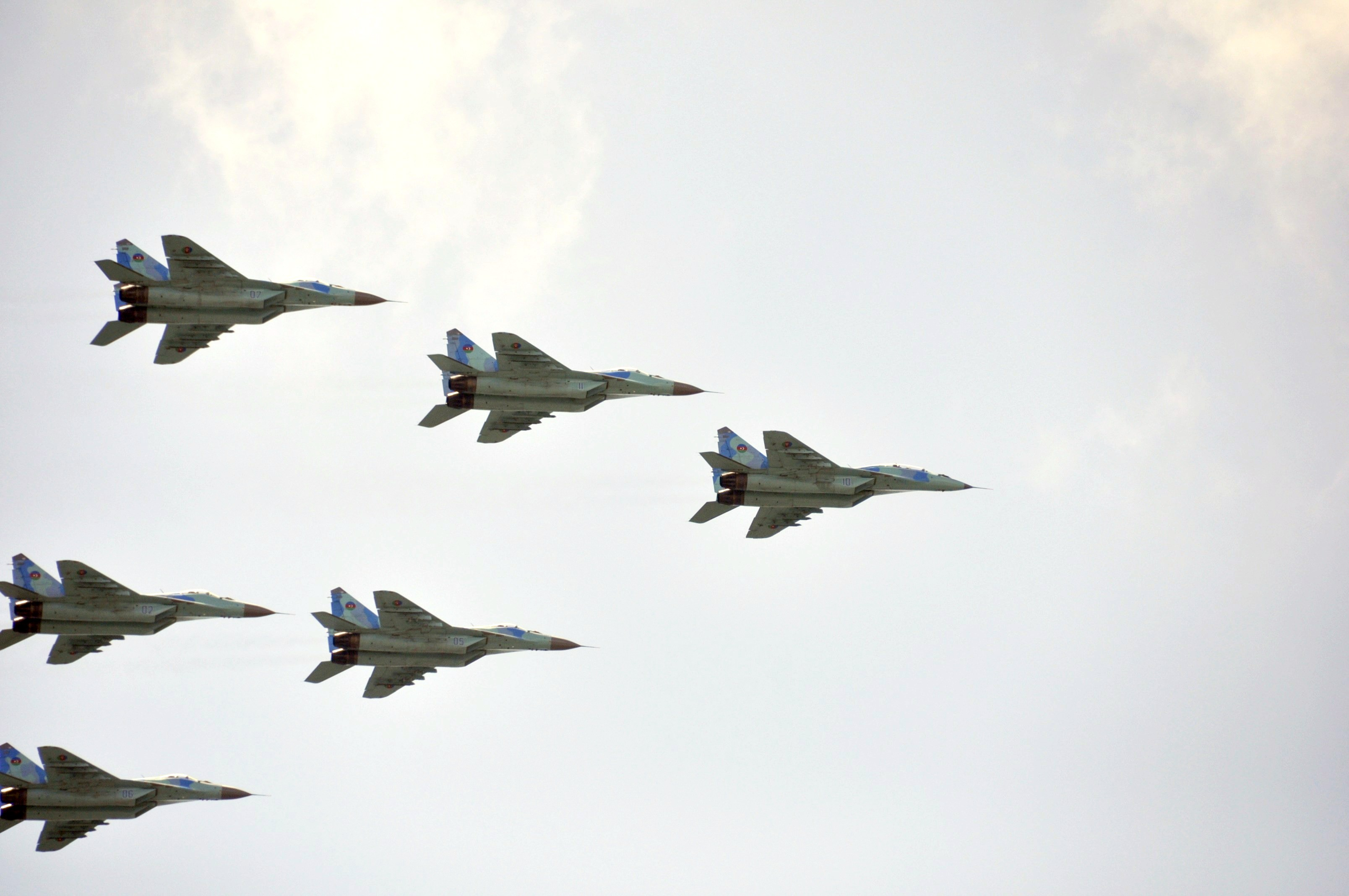
موكب عسكري في باكو

في 9 أكتوبر 1991 ، تبنى مجلس السوفيات الأعلى لجمهورية أذربيجان قانون إنشاء الجيش. بعد الإعلان عن وقف إطلاق النار في 12 أيار / مايو 1994 ، بدأ الإصلاح العسكري واسع النطاق.سرعان ما تم الانتهاء من تشكيل وحدات عسكرية وأنواع منفصلة من القوات.تم حل جميع المشاكل المرتبطة الدعوة إلى الجيش الهاربين.تم جلب ضباط الصحة المحترمين أخلاقيا، الذين تم تكريمهم ليكونوا جنودا، إلى قيادة الوحدات العسكرية.وتحسنت بشكل ملحوظ الخدمات اللوجستية المركزية للجيش، وتم تعديل النشاط المالي والاقتصادي.واعتمدت القوانين التي تكرس أكثر المناطق تنوعا في بناء الجيش، وتم إنشاء القاعدة التشريعية الكاملة للقوات المسلحة.مستوى الاستعداد القتالي للقوات المسلحة لا يعتمد بشكل كبير على المعدات العسكرية، ولكن على هيئة الضباط المختصة القادرة على إدارة هذه التقنية.في هذا الصدد، أصبح تشكيل نظام التعليم العسكري الذي يلبي المعايير الدولية في أذربيجان حدثًا مهمًا ومهمًا في بناء الجيش.وتتمثل إحدى المهام الرئيسية في مواصلة تحديث القوات المسلحة وجذب أحدث التقنيات العسكرية إلى الجيش.

## موكب عسكري

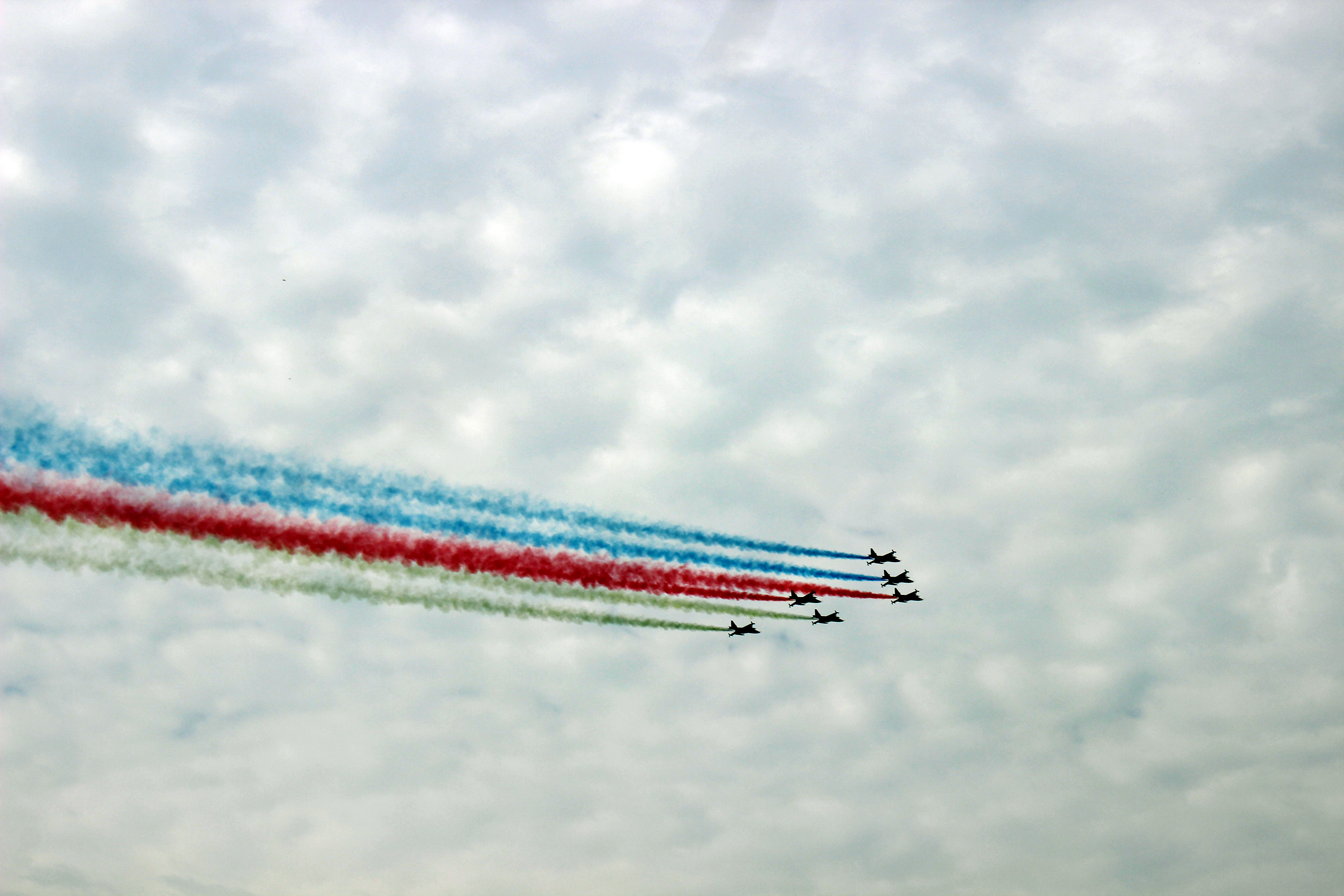
موكب عسكري في باكو

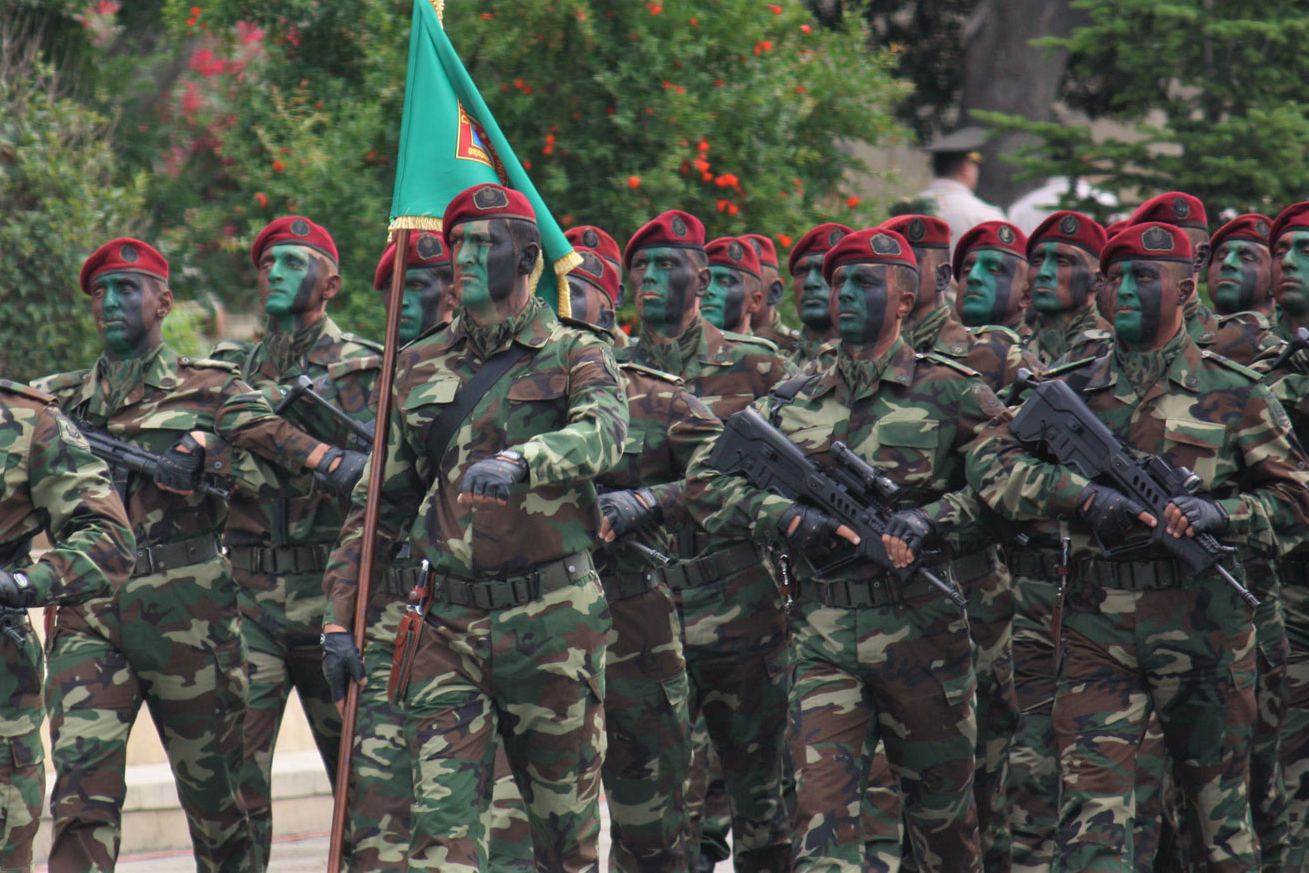

أثبتت العروض العسكرية في السنوات الأخيرة أن كل من قوة وسلطة القوات المسلحة الأذربيجانية قد تم تحديثها.في التاسع من أكتوبر عام 1992 ، تم تنظيم أول استعراض عسكري للقوات المسلحة في باكو.
عُقد عرض عسكري يوم 26 يونيو / حزيران 2011 في باكو بمناسبة يوم القوات المسلحة والذكرى العشرين للاستقلال، والذكرى الخامسة والتسعين ليوم القوات المسلحة في عام 2013. القائد الأعلى للقوات المسلحة، الرئيس إلهام علييف خاطب العروض العسكرية.
الغرض من القوات المسلحة الأذربيجانية هو حماية استقلال الشعب الأذربيجاني وسيادته وحريته.  القوات البرية والقوات الجوية والقوات البحرية.

## معرض صور

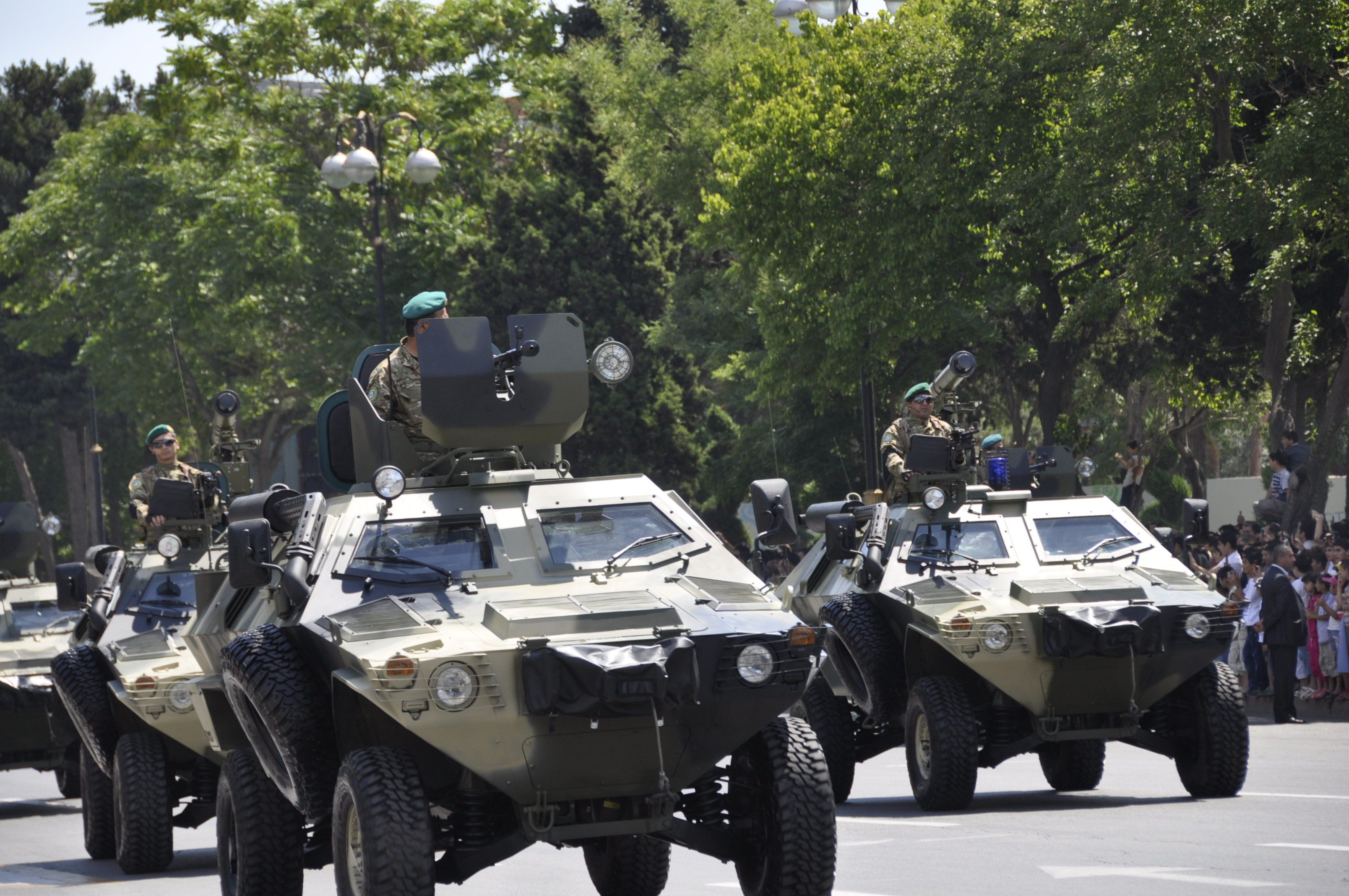
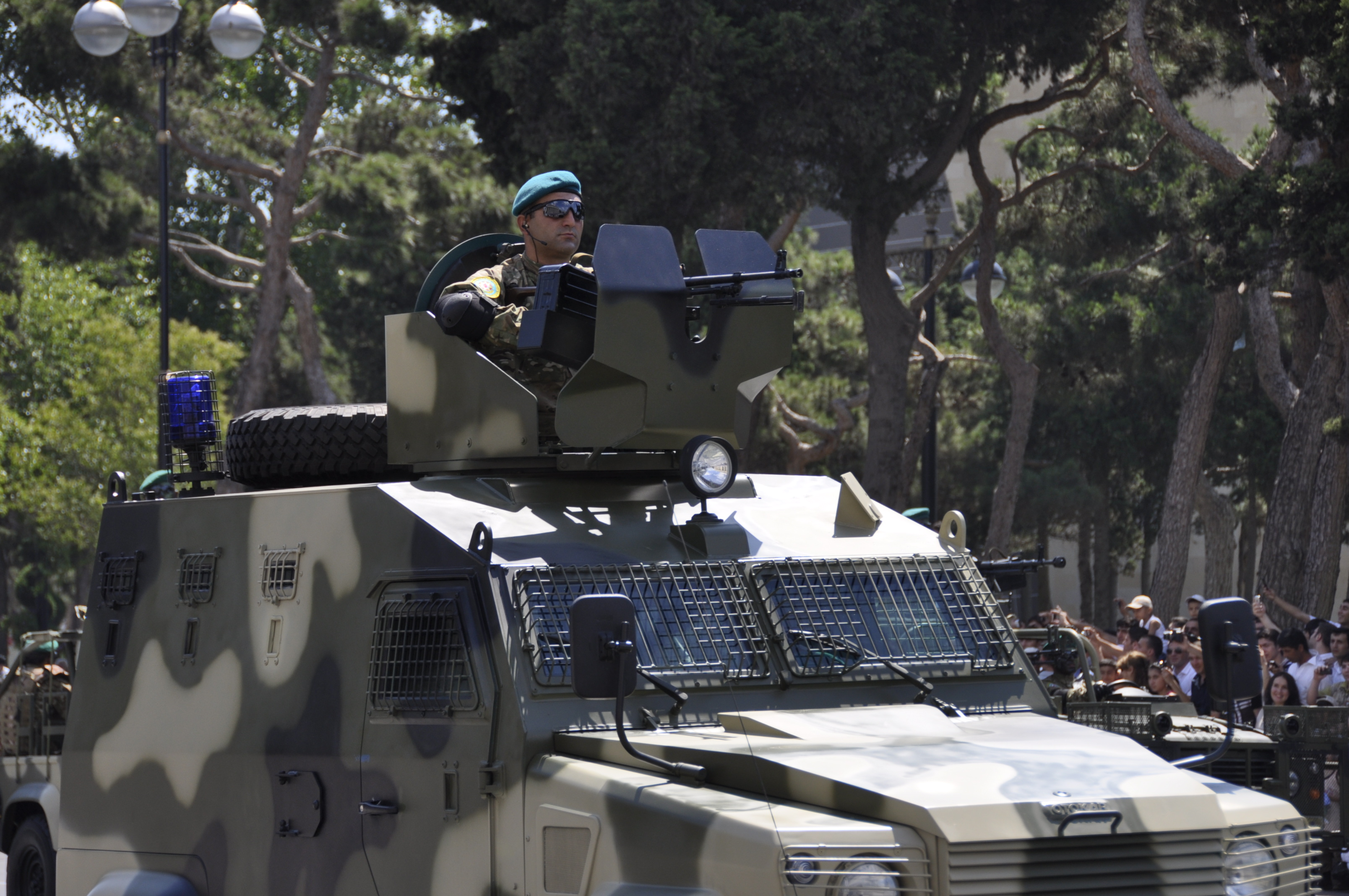
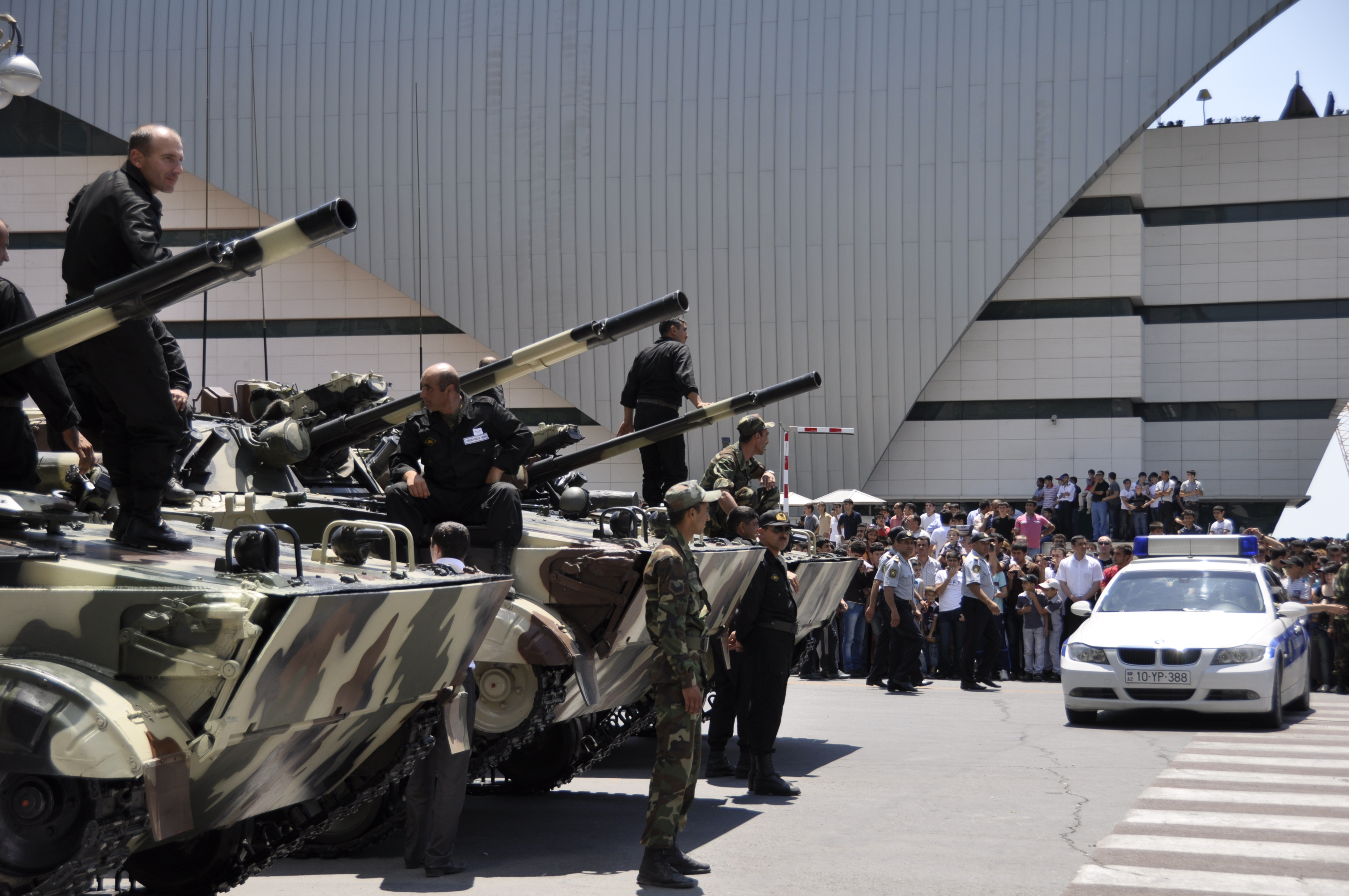
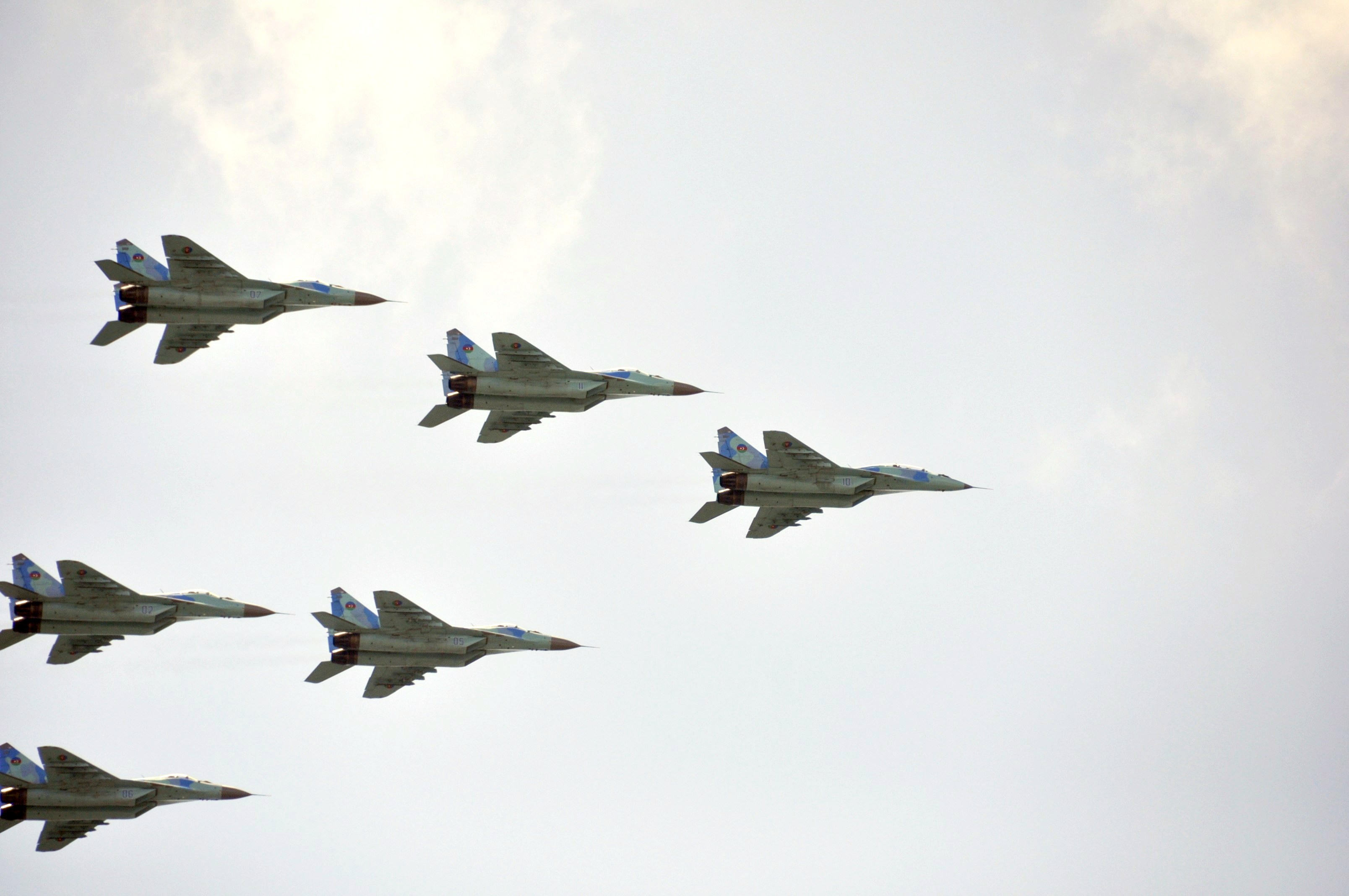
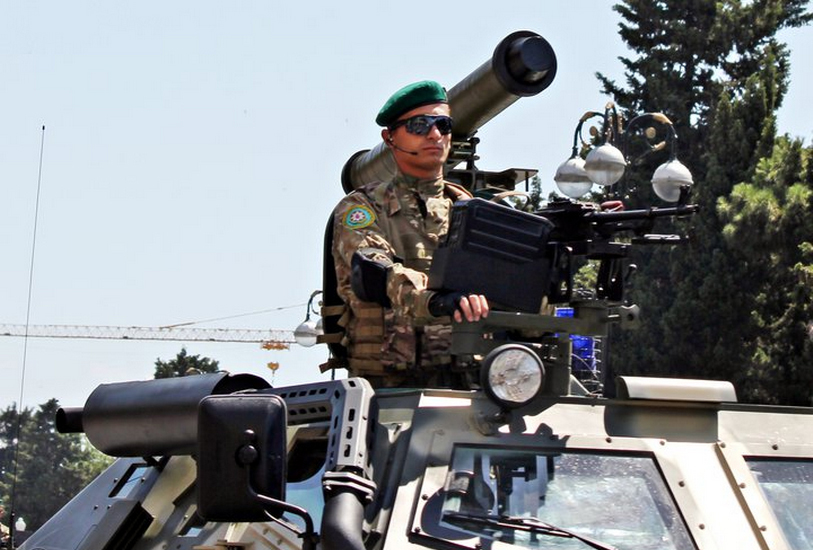
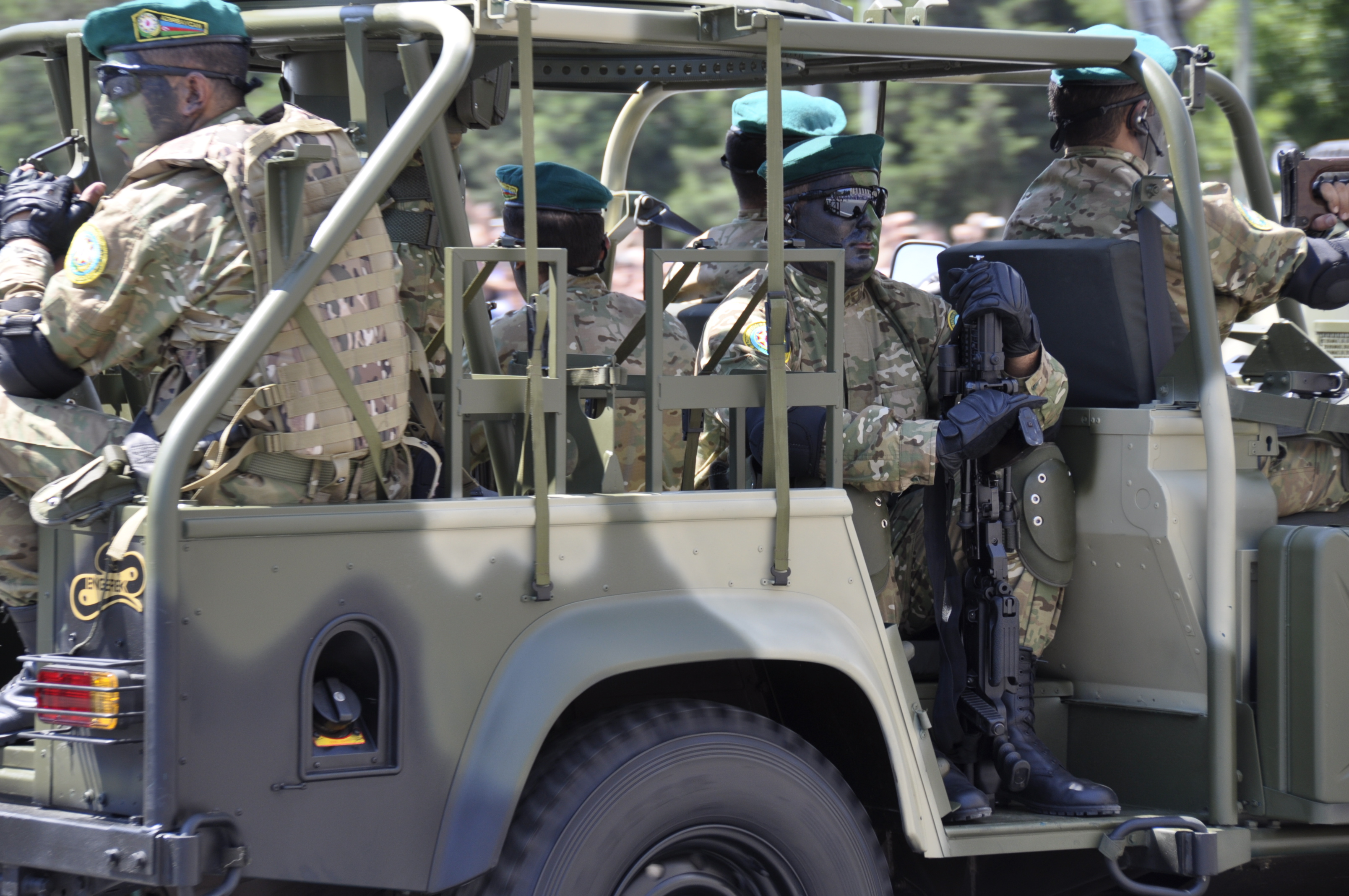